# Virginie Razzano
Virginie Razzano (Dijon, Francuska, 12. svibnja 1983.) je francuska tenisačica.
Profesionalnu karijeru započela je 1999. godine, a do sad ima 2 osvojena turnira u pojedinačnoj konkurenciji (Guangzhou i Tokio (oba 2007.)) i jedan osvojen turnir u igri parova (Pariz 2001. s Ivom Majoli). Igrala je i dva finala: Taškent 2004. i Forest Hills 2007. Najbolji plasman u karijeri joj je 27. mjesto pojedinačno i 82. mjesto u parovima. 
Od nastupa na Grand Slam turnirima ističe se 4. kolo na Wimbledonu 2006. godine.

## Vanjske poveznice
- WTA profil  Arhivirana inačica izvorne stranice od 17. listopada 2007. (Wayback Machine)